# Véronique Biefnot
Pour les articles homonymes, voir Biefnot.
Véronique Biefnot, née en 18 novembre 1961 à Colfontaine[réf. souhaitée], est une actrice, metteuse en scène et romancière franco-belge.

## Biographie

### Carrière
Véronique Biefnot, comédienne, peintre et metteuse en scène, publie son premier roman, Comme des larmes sous la pluie, aux éditions Héloïse d’Ormesson en 2011. Il raconte une rencontre amoureuse à Bruxelles entre Simon, un écrivain veuf à succès, et Naëlle, qui est rattrapée par son passé.
Là où la lumière se pose est publié en 2014. Il s'agit du dénouement de l'histoire de Naëlle et Simon.
Avec Francis Dannemark, décédé en 2021, elle publie ensuite en 2015 deux ouvrages : La Route des coquelicots et Au tour de l’amour.

## Publications
- Comme des larmes sous la pluie, Paris, Éditions Héloïse d’Ormesson, 2011, 324 p.  (ISBN 978-2-35087-167-7)[5]
- Sous les ruines de Villers, Bruxelles, Belgique, Luc Pire, 2012, 144 p.  (ISBN 978-2-87542-052-7)
- Les Murmures de la terre, Paris, Éditions Héloïse d’Ormesson, 2012, 478 p.  (ISBN 978-2-35087-195-0)[6]
- Là où la lumière se pose, Paris, Éditions Héloïse d’Ormesson, coll. « Suspense », 2014, 317 p.  (ISBN 978-2-35087-252-0)

### Biefnot Dannemark
Textes écrits à quatre mains avec Francis Dannemark.
- La Route des coquelicots, roman, Bordeaux/ Paris, France, Éditions Le Castor Astral, coll. « Escales des lettres », 2015, 309 p.  (ISBN 979-10-278-0014-8)
- Au tour de l’amour, textes courts, Bordeaux/ Paris, France, Éditions Le Castor Astral, coll. « Escales des lettres », 2015, 117 p.  (ISBN 979-10-278-0015-5)

## Filmographie
- 2003 : Le Tango des Rashevski : mère de Ric
- 2004 : Alive : Anna
- 2006 : Mes copines : la mère d'Aurore

## Doublage

### Film
- 1995 : Curly le petit chien : mère de Daisy et Michael
- 2012 : The First Time : la mère d'Aubrey (Christine Taylor)[8]
- 2015 : Jet Lag : Susan Trunkman (June Diane Raphael)
- 2017 : Muse : Jacqueline (Joanne Whalley)

### Série
- Hermione Norris dans :
  - La Fureur dans le sang (2002-2005) : Carol Jordan
  - MI-5 (2006-2009) : Ros Myers
- 1998-1999 : Tour de Babel : Vilma Toledo (Isadora Ribeiro)
- 2001-2002 : V.I.P. : Vallery Irons (Pamela Anderson) (saison 4, 2e voix)
- 2007-2011 : Sea Patrol : lieutenant de vaisseau Kate 'XO' McGregor (Lisa McCune)
- 2011-2016 : Awkward : Valerie Marks (Desi Lydic)
- 2011 : Doctor Who : infirmière (Katharine Burford et Eva Alexander)
- 2011 : Doctor Who : Cleaves (Raquel Cassidy)
- 2013-2019 : Orange Is the New Black : Aleida Diaz (Elizabeth Rodriguez)
- 2013-2019 : Orange Is the New Black : Anita DeMarco (Lin Tucci)
- 2007-2009 : Satisfaction : Chloe (Diana Glenn)
- 2013 : Franklin and Bash : Rachel Rose King (Heather Locklear)
- 2015 : Chica vampiro : María McLaren (Linda Lucía Callejas)
- 2015-2020 : Power : Kate Egan (Patricia Kalember)
- 2016 : Scream : Margaret « Maggie / Daisy » Duval (Tracy Middendorf)
- 2017 : Divina, está en tu corazón : Bianca (Ingrid Martz)

### Dessins animés
- 1996-1997 : Carland Cross : Medwenna Simpson
- 2000-2001 : Saiyuki - Chronique de l'extrême voyage : Gyokumen
- 2001-2006 : Mes parrains sont magiques : Wanda (1ère voix - saison 1 à saison 5.10)
- 2005 : Doraemon : Tamako Nobi
- 2008-2010 : Les Saturdays : Drew Saturday
- ? : Ben 10: Omniverse : Drew Saturday
- 2012 - : Robot Chicken : Chloé, la bratz blonde, voix additionnelles masculines et féminines (Depuis la saison 6)
- depuis 2018 : Polly Pocket : Maman Pocket